# Elsbeek (Losser)
De Elsbeek is een beek in Overijssel.
De Elsbeek ontspringt in het landgoed De Hooge Boekel. De beek mondt ten zuiden van Losser uit in de Dinkel. De beek ontleent zijn naam aan de begroeiing van elzen langs de oevers ervan. De beek zorgt voor de waterafvoer in het gebied ten westen en ten zuiden van Losser. Met de Glanerbeek behoort de Elsbeek tot het zogenaamde Dinkeldalsysteem.